# 陶菲格·貝伊
陶菲格·貝伊（阿拉伯语：‎，?—?）是一位叙利亚阿拉伯旅行者，曾为沙特阿拉伯國王阿卜杜勒-阿齐兹·本·阿卜杜拉赫曼·本·费萨尔·阿勒沙特服务。陶菲格是一位泛伊斯兰主义者。1932年前往中华民国新疆，一度被马绍武驅逐。8月26日，他成功抵達喀什， 並加入了东突厥斯坦伊斯兰共和国的维吾尔族和吉尔吉斯族的穆斯林軍隊，与忠于南京國民政府的中央陆军新编第三十六师作战。
东突厥斯坦伊斯兰共和国的軍隊由奥斯曼·阿里、阿不都拉·布格拉、努尔·阿合买提江·布格拉和穆罕默德·伊敏领导。陶菲格·貝伊在其中擔任一名指挥官。
中央陆军新编第三十六师將領马占仓在喀什新城击败了以陶菲格和奥斯曼为首的軍隊，并给东突厥斯坦伊斯兰共和国军队造成了巨大的人员伤亡。1933年9月26日，陶菲格·貝伊在喀什新城对中央陆军新编第三十六师发动进攻。马占仓的部队击退了这次進攻，再次造成大量东突厥斯坦伊斯兰共和国军队人员伤亡，而陶菲格·貝伊的肚子受到重伤，并退出了战斗。
1934年马占仓的部队完全击败并消滅了第一东突厥斯坦共和国之后，陶菲格逃往阿富汗。在那裡，他与日本駐阿富汗大使北田正元取得了联系，並最終前往日本。